# A Mulher que Acreditava Ser Presidente dos Estados Unidos da América
A Mulher que Acreditava ser Presidente dos Estados Unidos da América é um filme português, realizado por João Botelho, no ano de 2003. O papel principal é desempenhado por Alexandra Lencastre.

## Elenco
- Alexandra Lencastre - A Presidente
- Rita Blanco - Secretária Maria de Lurdes
- Laura Soveral - Mãe
- Helena Vieira - Cantora
- Suzana Borges - Leonor Ferreira Bastos
- Paula Guedes - Diretora da Vanity
- São José Correia - Empregada Suzete
- Patrícia Guerreiro - Gémea I
- Conchinha Sacchetti - Gémea II
- Io Apolloni - Esteticista
- Adelaide João - Chef de cozinha
- Lia Gama - Primeira senhora do comité
- Lídia Franco - Segunda senhora do comité
- Márcia Breia - Terceira senhora do comité